# Aplousina
Aplousina is een mosdiertjesgeslacht uit de familie van de Calloporidae en de orde Cheilostomatida. De wetenschappelijke naam ervan is in 1927 voor het eerst geldig gepubliceerd door Ferdinand Canu en Ray Smith Bassler

## Soorten
- Aplousina anxiosa Gordon, 1986
- Aplousina capriensis (Waters, 1898)
- Aplousina decora Moyano, 1991
- Aplousina errans Canu & Bassler, 1928
- Aplousina filum (Jullien & Calvet, 1903)
- Aplousina gigantea Canu & Bassler, 1927
- Aplousina gymnocystica Moyano, 1983
- Aplousina laevigata Liu & Ristedt, 2000
- Aplousina major (Calvet, 1907)
- Aplousina major Osburn, 1950

Niet geaccepteerde soorten:
- Aplousina circumsaepta Uttley, 1951 → Akatopora circumsaepta (Uttley, 1951)
- Aplousina grandipora Moyano, 1991 → Kenoaplousina grandipora (Moyano, 1991)
- Aplousina inornamentata Tilbrook, 2006 → Conopeum ponticum Hayward, 2001
- Aplousina tuberosa Canu & Bassler, 1928 → Crassimarginatella tuberosa (Canu & Bassler, 1928)